# Hutka (województwo śląskie)
Hutka – wieś w Polsce położona w województwie śląskim, w powiecie kłobuckim, w gminie Wręczyca Wielka, we wsi znajduje się źródło rzeki Białej Okszy.
W latach 1975–1998 miejscowość administracyjnie należała do województwa częstochowskiego.
Wieś położona jest na północny zachód od Wręczycy Wielkiej. Podlega parafii św. Mikołaja w Truskolasach, należy do obwodu szkolnego Zespołu Szkół w Truskolasach.
Nazwa miejscowości pochodzi od huty szkła, która działała niegdyś na jej terenie (dawniej wieś nazywano Hutką Szklaną lub Hutkami Szklanymi).

## Najstarsze ślady osadnictwa
W pobliżu wsi, w połowie drogi z Truskolasów do Hutki, w 1929 roku odkryto resztki zniszczonego grobu ciałopalnego. W latach powojennych prace amatorskie prowadzili na tym stanowisku Jan i Józef Kurzaczowie. W roku 1961 stwierdzono zniszczenie kilku grobów; z powierzchni zaś zebrano skorupy kultury łużyckiej, spalone kości, narzędzia piłkowate neolityczne oraz wiórki krzemienne neolityczne i mezolityczne.

## Edukacja
Istniejący do dziś budynek szkolny oddano do użytku w 1956 roku. Sześć lat później, na mocy reformy oświaty, utworzono tutaj ośmioklasową szkołę podstawową, która w takim kształcie funkcjonowała do 2001 roku, kiedy to w wyniku kolejnej reformy oświatowej została zlikwidowana. Od tego czasu w Hutce działa jedynie oddział przedszkolny – filia placówki w Truskolasach.
W budynku szkolnym pod koniec 2007 zorganizowano Warsztaty Terapii Zajęciowej dla osób niepełnosprawnych z powiatu kłobuckiego. W ramach warsztatów funkcjonuje 8 pracowni: gospodarstwa domowego, artystyczna, ślusarsko-mechaniczna, stolarska, ogrodnicza, podtrzymywania umiejętności edukacyjnych, kroju i szycia oraz kształtowania przestrzeni i małej architektury.

## Ochotnicza Straż Pożarna w Hutce
Jednostka Ochotniczej Straży Pożarnej powstała w Hutce w 1924 roku. Trzy lata później wybudowano szopę strażacką, natomiast po zakończeniu wojny zakupiono poniemiecki barak, do którego dobudowano garaż, salę widowiskową i pomieszczenia gospodarcze.
W 1978 roku walne zgromadzenie OSP postanowiło rozpocząć budowę nowej strażnicy. Prace ukończono po siedmiu latach, uroczyste przekazanie remizy nastąpiło 27 października 1985 roku.